# Societas Urielis
La Societas Urielis (abreviada SoU; literalmente, «Sociedad de Uriel») es una organización católica creada en 2005, a partir de la fusión de dos asociaciones católicas laicas, la Comunidad de Fe Católica de Saarbrücken (Katholischen Glaubensgemeinschaft Saarbrücken; 1984–2005) y la hermandad de OGFU (Ordo Nova Militia Gladii Fraternitas Equitum Sancti Urielis Archangeli, a partir de 2002 renombrado Ordo Gladii Fraternitas Sancti Urielis Archangeli; 2000–2005). Es una asociación tradicional con contactos internacionales y ámbito de actividad, de acuerdo con el decreto de Apostolicam actuositatem del Concilio Vaticano II. El nombre retoma aspectos de las dos asociaciones laicas: con societas el aspecto comunitario, y con Uriel la pronunciada referencia a África.
Una de las áreas de responsabilidad centrales y autodeterminadas según los estatutos es el trabajo misional en Alemania. La SoU es una de las pocas organizaciones laicas alemanas y, desde 2008, una de las dos únicas organizaciones católicas independientes que no se preocupan principalmente por hacer misiones fuera de Alemania, sino dentro del país. Partiendo de la máxima de que «la actividad apostólica requiere cercanía entre las personas y conocimiento de los problemas y deseos de las personas a abordar»,:1 a diferencia de las instituciones eclesiásticas tradicionales, no se apoya en una forma de organización amplia, centralizada y con medidas publicitarias suprarregionales, sino en presencia regional a través de diferentes actividades de los grupos individuales de la SoU.:3 El trabajo también consiste en proyectos conjuntos con instituciones educativas y comunidades eclesiales.
Originalmente, la Societas tenía la intención de haber completado el cambio de una comunidad religiosa estudiantil dentro de la Iglesia católica a una comunidad de la Iglesia católica para 2016. Este objetivo fue suspendido en la convención de 2013 por tiempo indefinido, al verse en competencia la actitud de lealtad al romano pontífice y la doctrina episcopal. Esta decisión mayoritaria condujo a un pequeño punto de inflexión, ya que varios miembros abandonaron la comunidad en el período siguiente. En la convención general de 2019, esta decisión fue nuevamente cuestionada críticamente y se tomó la decisión mayoritaria para reexaminar la continuación del proceso de reconocimiento.